# 振荡线圈变换器
振荡线圈变换器（Ringing Choke Converter，缩写为：RCC）, 是一种适合小功率离线直流输出的开关电源。

## 历史
据传，振荡线圈变换器是在开关电源的概念出现之后，由日本的电子工程师发明，并在日本大量生产。由于日本工业界的封闭，具体的发明者目前难于考证。RCC曾经受到台湾、中国大陆企业的大量仿制，至今（2008年）仍然在中国大陆大量制造。
由于集成电路的丰足取消了对RCC的需要，以及RCC并不适合欧美的规模化生产方式，欧美电子业从来没有长期大量生产RCC电源。

## 典型结构和原理
RCC的基本结构是反激变换器。它工作在介于连续电流模式和非连续电流模式之间的临界模式。
RCC由一个主开关晶体管、一个变压器和一些电阻、电容、二极管组成，并不包含集成芯片。不包含集成芯片，使得RCC的成本较采用集成芯片的电源电路为低。但随着集成电路芯片的降价（如今一个芯片的价格仅为人民币0.5元左右），RCC的成本优势已经非常弱。

主开关晶体管
传统的RCC一般來說采用双极性晶体管(BJT)作为开关管。较新的设计采用了金属氧化物半导体场效应管（MOSFET），以实现更低功耗以及准谐振等功能。
变压器
RCC
RCC的功率部分如同普通的反激变换器一样操作。信号和控制部分原理如下：
1.当加入输入电压Vin（电阻RG连接Tr1的基极），电流Ib流过Rb，Tr1导通，此Ib为启动电流。Tr1的collector电流Ic波形如图，一般从0开始。
2.Tr1一旦进入ON状态，transformer的P1线圈已加入输入电压Vin，因此P2线圈形成的电压为Tr1提供了基极电流，使得Tr1可以保持导通。
3.Tr1的集电极电流成斜坡状上升，直到电流为βIb，此时基极电流无法维持Tr1晶体管饱和导通，晶体管集电极--发射极之间的电压上升。而这里的电压上升使得变压器Np上的输入电压下降，更导致Ib下降。于是形成了正反馈，使得Tr1最终关闭。
4.Tr1关闭后如同其他反激变换器一样，储存在变压器内部的能量流到次级电容里，为负载供电。在变压器内部能量未释放完时，基极一直被次级反射来的负电压下拉，晶体管保持关闭。变压器内部能量释放完毕后，电路工作状态转入第1步，形成周期性循环。
5.如果在集电极有较大电流时使用其他方法导致基极电流不足，也可以触发正反馈机制关断晶体管Tr1。这一特点常用于实现电流限制和稳压。（即在电流或电压过大时减小占空比或禁止晶体管开通）
限流、稳压原理
基本的RCC电路天然有着限制峰值电流的特征。由于基极电阻的限流作用，基极电流无法超过Vin/Np*Nb/Rb，从而让集电极电流在超过βIb时触发正反馈关断机制。
实际应用中，这种限流是不准确的，因为晶体管的β离散性很大（同种型号晶体管β可以相差4倍），并且输入电压Vin不固定。实际采取的大多是电流检测电阻+NPN晶体管对基极分流的方法。图中的R3是电流检测电阻，当它上面的电压加上1N4148的导通压降（约0.8V)超过8050的导通电压时，8050导通，拉出基极电流，使得基极欠流，触发正反馈机制从而关断。
RCC的稳压是通过基极绕组的反激电压实现的。当晶体管关断，基极绕组异名端反接的的电容C2充电。C2的电压和C3的电压成比例Nb/Ns。当C2的电压超过了稳压管D8的齐纳电压，C2就流出电流，把基极电压拉低，阻止或减缓晶体管导通，从而间接控制了C3上的输出电压。

## RCC电路的不稳定性
目前被普遍认识的是RCC电路对元件、布线、生产工艺要求很高。使用劣质元件、水准不高的布板、变压器绕制不恰当都可能导致RCC电路无法工作，或在正常工作一段时间后失效。常见失效模式包括但不限于：
 漏感导致的二次击穿 
RCC最常见也最典型的失效现象是主开关管烧毁。大部分此类故障是由变压器基极线圈漏感导致的。
变压器基极线圈的漏感和基极串联的电阻形成LR低通滤波电路，对电流信号有延迟作用，导致在集电极电压上升时，基极电流减小的正反馈出现延迟。而这样的延迟对于绝大部分双极型开关管是致命的，它导致晶体管越出安全工作区，以及发热量过大，最终导致不可逆的二次击穿。
此类故障较少出现在使用功率MOSFET制作的RCC上，因为功率MOSFET的安全工作区远大于双极型晶体管。并且功率MOSFET为电压控制型，开通/关断阈值范围窄，MOSFET较为不易出现同时承受大电流和高电压的情况，即使偶尔出现也不会发生不可逆的失效。
曾经有一批基于MOSFET的RCC电源常常因开关管损坏而失效，经查证，是因为厂家技术考虑不周，机械模仿110V地区产品，在220V交流线路(整流后电压高达311V)上，使用了耐压500V的MOSFET(型号是IRF840)。
 输出电压不稳，损坏用电器 
另一常见的问题是输出电压明显超过设计输出电压，导致负载过热、烧毁。特别是当负载为锂离子电池时，输出过高电压极端危险，可能导致电池内部气体液体泄漏甚至爆炸。 原因一是变压器绕组间不完全耦合，存在漏感，导致互调整率差。在变换器处于轻载状态，占空比小的时候，此问题更加严重。二是和集成芯片中包含的运算放大器（放大倍数高达数百倍、数千倍）相比，电压环路开环增益太小，精确稳压困难。
并且这两个缺点几乎是不可能同时妥善解决的。解决二次击穿问题要求基极线圈和主线圈近绕以保持耦合良好，而解决输出电压不稳的问题要求次级线圈和基极线圈近绕，又要求初次级之间数千伏的电气隔离。在有限绕线位置的变压器骨架下，要达到这两个矛盾的目的，十分困难。